# Aeroport Internacional de Punta Cana
L'Aeroport Internacional de Punta Cana (IATA: PUJ, OACI: MDPC) és un aeroport comercial de propietat privada a Punta Cana, a l'est de República Dominicana. L'aeroport està construït en un estil tradicional dominicà amb terminals a l'aire lliure amb els seus sostres coberts de fulles de palmes. El Grup Puntacana va construir l'aeroport, que va ser dissenyat per l'arquitecte Óscar Imbert, i el va inaugurar al desembre de 1983. Es va convertir en el primer aeroport internacional de propietat privada del món.
Diverses línies aèries regulars i xàrter volen a Punta Cana; més de 7,3 milions de passatgers (arribades i sortides combinades) passen per les terminals, mogudes per gairebé 60.000 operacions d'avions comercials. Els operadors de l'aeroport, Corporación Aeroportuaria del Este, SA (una corporació privada dirigida per Puntacana Resort and Club), van ampliar la instal·lació al novembre de 2011 amb una nova pista i torre de control de trànsit aeri dissenyada per a donar suport al fort creixement dels viatges a la regió. El 2014, l'aeroport va representar el 60% de totes les arribades aèries a la República Dominicana.